# Адміністративний поділ Сімферополя

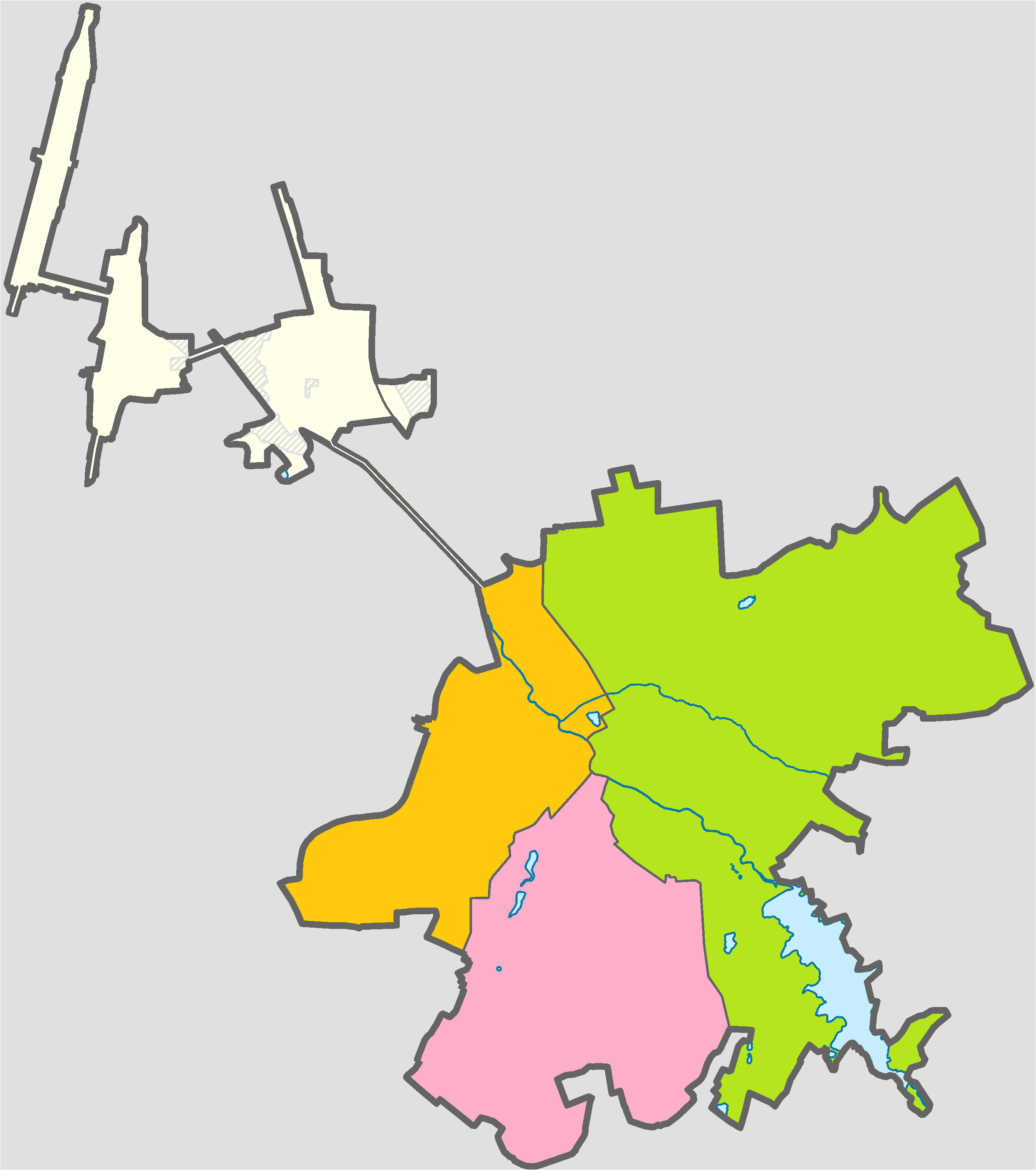
Райони Сімферополя: помаранчевий — Залізничний, зелений — Київський, рожевий — Центральний; вище — 5 селищ, що підпорядковуються міській владі Сімферополя (Аерофлотський, Аграрне, Бакачик-Кият, Бітумне, Гресівський).

Місто Сімферополь ділиться на три адміністративні райони — Залізничний, Київський та Центральний.

## Історія
У ХIХ столітті місто ділилося на три частини, що мали назву Перша, Друга та Третя.
Перші адміністративні райони міста з'явилися перед Другою світовою війною: Міський, Залізничний та Ново-Міський.
Після звільнення міста з німецької окупації та по 1946 рік залишилися тільки Міський і Залізничний райони.
У 1948 року ділення міста на райони було скасоване, у 1951 році повернули Міський і Залізничний райони, але вже у 1953 році райони знову були скасовані.
З 1965 року приймається сучасне районування: Центральний, Залізничний та Київський райони.

## Райони
| Район                | Площа, км² | Населення, осіб |
| -------------------- | ---------- | --------------- |
| Залізничний          |            | 80 939          |
| Київський            |            | 161 005         |
| Центральний          |            | 99 855          |
| Сімферополь, загалом |            | 342 054         |